# Leucoxène

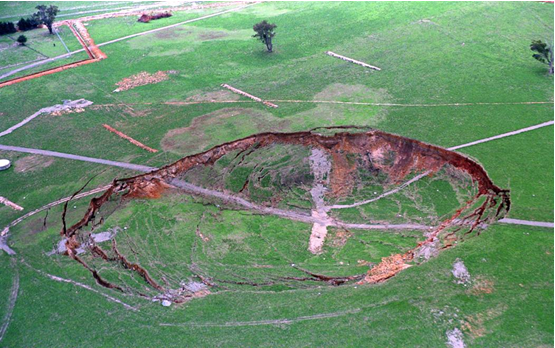
Mine d'Elura, extraction d'or, argent, ilménite, leucoxène, zircon, cuivre, zinc et de plomb.

Le leucoxène est un composé chimique naturel, c'est une ilménite altérée contenant de 65 à 91 % de dioxyde de titane (TiO2).
Il se présente sous la forme de grains de couleurs grisâtre ou jaunâtre à bords ombrés.

## Lieux d'extraction
Du leucoxène (avec toute une série de métaux) a notamment été extrait dans l'ancienne mine d'Elura (effondrée) située à 600 km à l'Ouest-Nord-Ouest de Sydney.